# Chodouň
Chodouň település Csehországban, a Berouni járásban. Chodouň Málkov, Tmaň, Zdice, Bavoryně, Stašov és Libomyšl településekkel határos. Lakosainak száma 719 fő (2024. január 1.).

## Népesség
A település lakosságának változását az alábbi diagram mutatja:
| Lakosok száma | 559  | 606  | 859  | 683  | 511  | 503  | 647  | 689  | 704  | 719  |
|               | 1869 | 1890 | 1921 | 1950 | 1980 | 2001 | 2017 | 2019 | 2022 | 2024 |